# Bree en Bocholt op 10 en 11 mei 1940

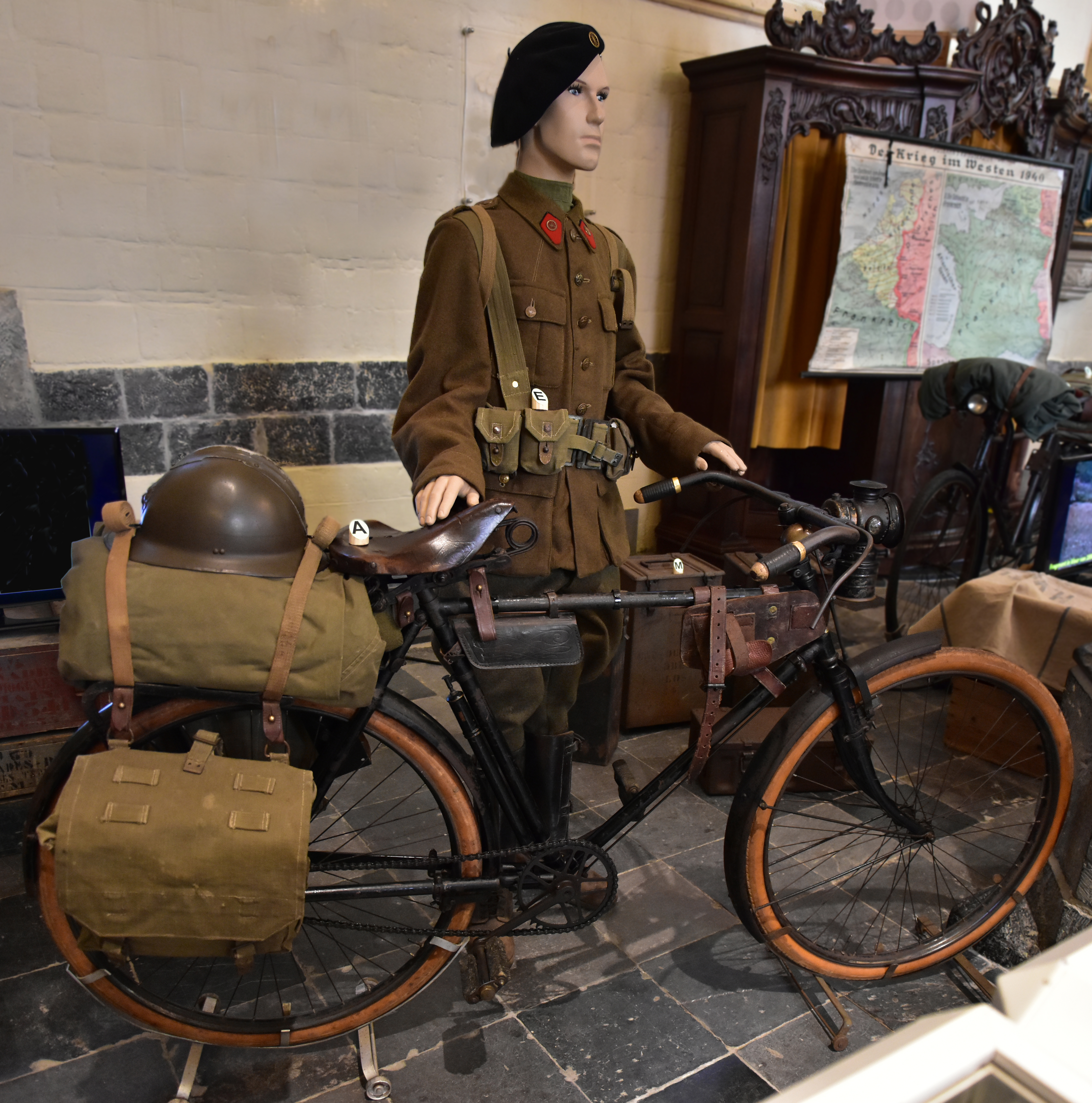
Een Belgische grenswielrijder

Bree en Bocholt, twee Belgische gemeenten in Belgisch Limburg, kwamen op 11 mei 1940,  de tweede dag van de Duitse inval in België tegenover de 19e Infanteriedivisie van de Wehrmacht te staan. Door een aantal omstandigheden bleven beide plaatsen gespaard van zware oorlogsschade.

## Voorbereidingen van het Belgische leger
De Zuid-Willemsvaart beschouwde men als een antitankhindernis als alle bruggen waren vernietigd. Het Albertkanaal moest de eerste echte verdedigingslinie vormen.
Zowel te Bocholt als te Beek (kerkdorp van Bree) en Bree lagen bruggen over het kanaal. In Bocholt bouwde men vanaf 1935 vijf bunkers waarvan twee zware tegen doorbraak en drie lichtere. Bunker VI in Bocholt aan de oprit van de brug en was voorzien van een antitankkanon 47 mm model 1931 op rolaffuit, een schijnwerper, een machinegeweer Maxim en een observatieklok FM.
Verder had men tussen 1937 en 1940 alarmposten gebouwd (PA of postes d'alarte) in hout of baksteen. In Limburg stonden ze aan kanaalovergangen, bemand door vier militairen. Ze waren voorzien van een toestel voor radiotelegrafie met een bereik van 23 km dat bij alarm constant berichten in Morse uitzond.
Dat deel van de Belgische grens was toegewezen aan het Bataljon Grenswielrijders Limburg. Het bestond uit de detachementen Kaulille, Maaseik en Lanaken. Het detachement Kaulille was samengesteld uit twee compagnieën van elk drie pelotons en verdedigde de sector tussen Overpelt en Bree. De nieuwe, in 1938 gebouwde grenswielrijderskazerne te Kaulille was hun onderkomen.
Op 29 april 1940 besloot de Belgische legerleiding de verdediging van de 25 km lange kanaalsector tussen Kaulille en Neeroeteren over te dragen aan het 2e Regiment Gidsen. Een aantal grenswielrijders werd aan het regiment toegevoegd toen op 10 mei alarm werd gegeven. In steun lag het 1e eskadron fuseliers (Bree) en het 2e eskadron fuseliers (Kaulille). Toen een groot aantal vliegtuigen van de Luftwaffe kwam overvliegen beval men de vernietiging van de bruggen. Schepen in het kanaal werden tot zinken gebracht.

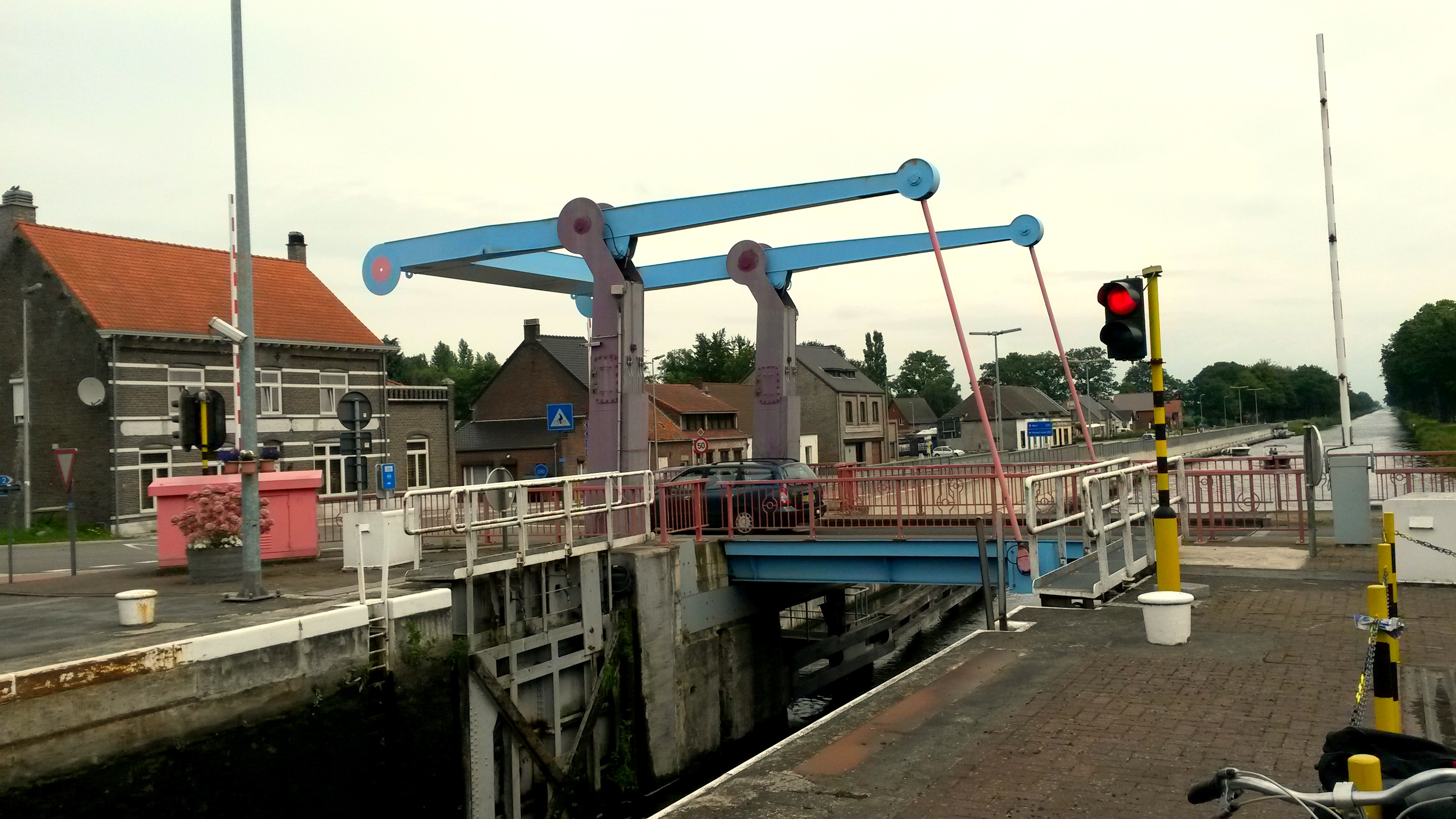
Sluis 17 te Lozen

## Duitse aanval
Het 6e Duitse leger, onder bevel van Walter von Reichenau, overschreed vroeg in de morgen van 10 mei de Duitse grens. Een afdeling hiervan, de 30e Infanteriedivisie onder leiding van generaal Kurt von Briesen (1883-1941) trok langs de Zuid-Willemsvaart richting het Nederlandse Weert. Toen verkenners rapporteerden dat sluis 17 in Lozen onbeschadigd en onverdedigd was, trok men om Weert heen en trokken de Duitsers via de Kempenstraat de Zuid-Willemsvaart over en verder naar Hamont. 

### Over Maas en vaart
De Duitse 19e Infanteriedivisie trok op 10 mei vanuit haar thuisbasis Dülken op naar Roermond. Een onderdeel hiervan, het Infanterieregiment 74 (IR74) was op 10 mei de Maas overgestoken en stond 's avonds in het Nederlandse Stramproy. Op 11 mei ging het naar het centrum van Bocholt. De divisie, samen met haar commandant Otto von Knobelsdorff (1886-1966) en zijn staf staken de Zuid-Willemsvaart over via een vlot van aan mekaar vastgemaakte bootjes op de plaats waar anno 2021 de fietsbrug in Bocholt ligt. De soldaten vormden zeven schepen om in een brug om het gros van het regiment over te zetten. Via de Heuvelstraat ging het offensief richting Grote-Brogel, Peer en Hechtel.  
Hindernissen moesten worden opgeruimd maar nergens was er tegenstand ondervonden van de Belgen. De hindernissen zorgden ervoor dat een deel van de divisie zich afsplitste en richting Kinrooi marcheerde. Men bereikte Bree via 't Hasselt en een aangelegde pontonbrug bij Mussenburg. Via het militair domein te Leopoldsburg bereikten de Duitsers het Albertkanaal waar men de eerste gevechten in deze regio met het Belgische leger leverde. 

## Gevolgen voor Bree en Bocholt
Het 2de Regiment Gidsen had de stellingen bij Bocholt verlaten. Hierdoor vond er in deze plaats geen confrontatie plaats met Duitse troepen. De Duitse artillerie die in Stramproy stond opgesteld had anders zeker Bocholt en Bree bestookt. Stuka's vlogen boven het gebied om eventueel via luchtbombardementen steun te verlenen aan de opmars van Duitse grondtroepen.

## Galerij

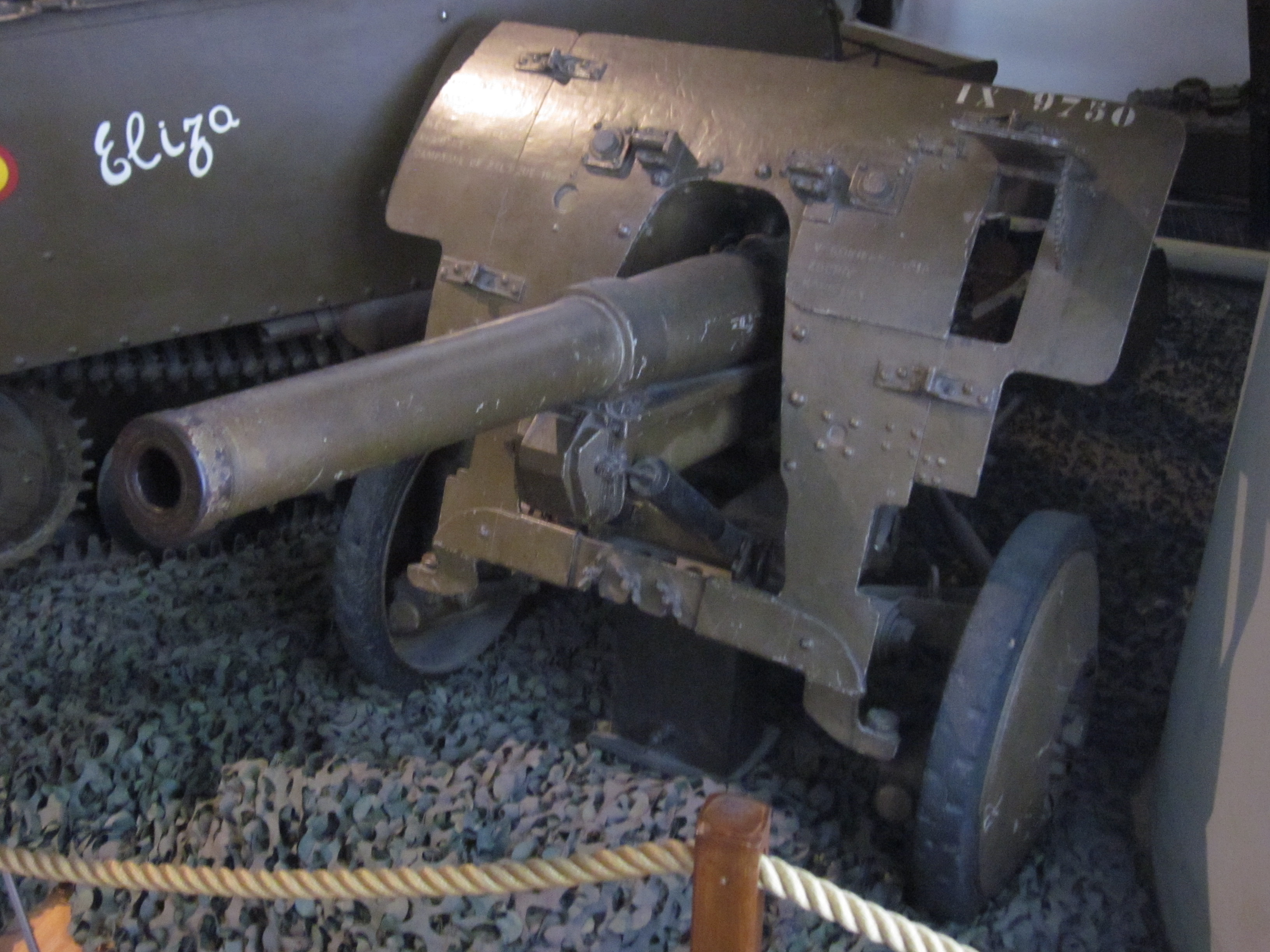
C-47 antitankkanon
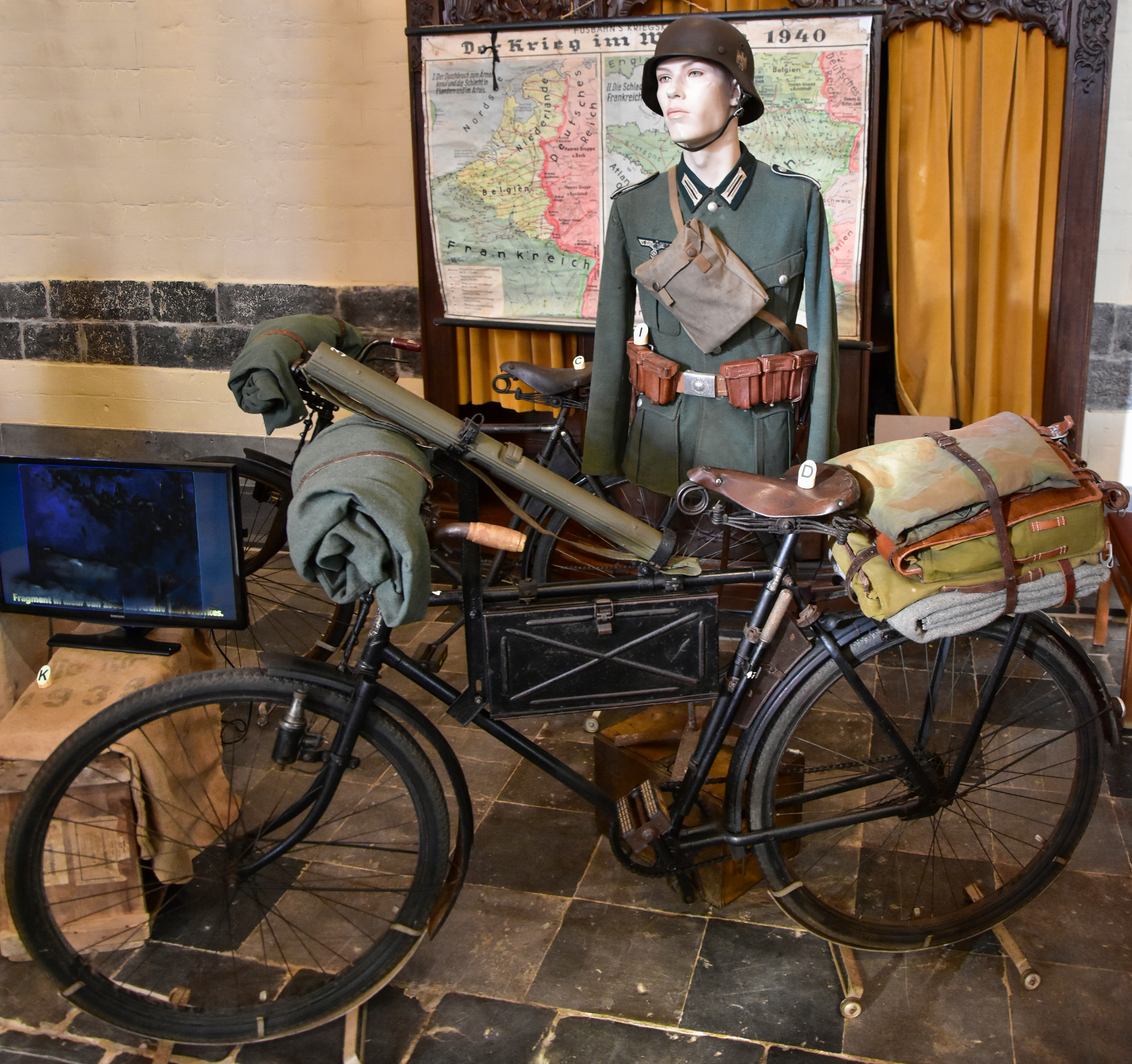
Duitse infanterist
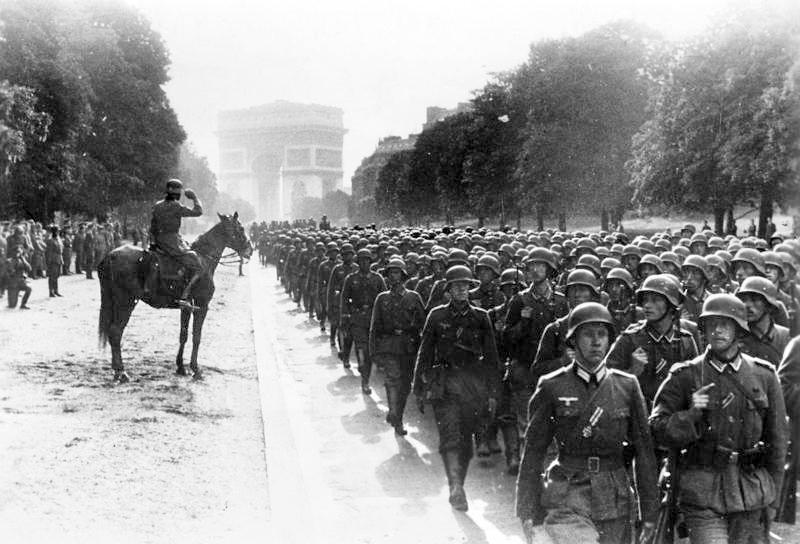
Kurt von Briesen voor zijn troepen op de avenue Foch te Parijs op 14 juni 1940